# Calliostoma waikanae
Calliostoma waikanae is een slakkensoort uit de familie van de Calliostomatidae. De wetenschappelijke naam van de soort is voor het eerst geldig gepubliceerd in 1926 door Walter Oliver.